# Sigismond II Auguste
 (septembre 2021).
Si vous disposez d'ouvrages ou d'articles de référence ou si vous connaissez des sites web de qualité traitant du thème abordé ici, merci de compléter l'article en donnant les références utiles à sa vérifiabilité et en les liant à la section « Notes et références ».
Sigismond II Auguste Ier (en polonais : Zygmunt II August I ; en lituanien : Žygimantas Augustas), né le 1er août 1520 à Cracovie et mort le 7 juillet 1572 à Knyszyn, a été grand-duc de Lituanie et roi de Pologne de 1548 à 1572.

## Règne
Unique fils de Sigismond Ier le Vieux et de Bona Sforza, Sigismond II Auguste est désigné comme co-roi de Pologne à l'âge de neuf ans en 1529 grâce à la reine qui veut mettre fin au caractère électif de la couronne polonaise. En 1544, Sigismond Auguste devient grand-duc de Lituanie en titre, son père conservant certains pouvoirs importants. Trois ans plus tard son père lui confie la régence de la Mazovie. En 1548, Sigismond Auguste reste seul souverain après la mort de son père. 
Il rend alors public son mariage secret avec Barbara Radziwiłł et refuse les injonctions de la Diète qui voulait casser cette union jugée inégale. En 1551, la nouvelle reine meurt dans des circonstances mystérieuses, peut-être empoisonnée ; la même année le juriste Andrzej Frycz-Modrzewski publie en latin du livre Commentariorum de republica emendanda qui ose condamner la prépondérance croissante des nobles dans l'État, l'assujettissement des paysans et l'injustice sociale. Entre 1550 et 1555, les idées de la Réforme se développent en Pologne et une grande partie de la noblesse y adhère. À partir de 1551, Sigismond Auguste gouverne la Pologne et la Lituanie à partir de Vilna et de ses résidences lituaniennes. Entre 1558 et 1582 s'engage une guerre pour la Livonie contre Ivan IV de Russie.
Le grand-maître de l'ordre livonien des chevaliers Porte-Glaive Gotthard Kettler sécularise l'ordre en 1561 et reconnaît la suzeraineté de la couronne de Pologne sur le Duché de Courlande et la Sémigalie (traité de Vilnius).
Pendant ce temps, le tsar Ivan le Terrible occupe Polotsk (1563). En 1564, des Jésuites arrivent en Pologne. Une alliance est conclue entre le roi et la noblesse contre les seigneurs : la Diète de Piotrkow décrète le retour à la couronne de tous les biens illégalement acquis par les magnats depuis 1504. L'union de Lublin entre la Pologne et la Lituanie est conclue le 1er juillet 1569.
L'année suivante, en 1570, un accord entre les églises réformées de Pologne est signé à Sandomierz et un Congrès de paix sur la Baltique se tient à Szczecin. Sigismond II Auguste meurt le 7 juillet 1572, dans sa résidence de Knyszyn.

## Mariages sans descendance
Le dernier Jagellon, probablement stérile, ne laisse aucune descendance de ses unions :
- en 1543, avec Élisabeth d'Autriche (1526-1545), fille aînée de l'empereur Ferdinand Ier de Habsbourg et d'Anne Jagellon ;
- en 1547, avec Barbara Radziwiłł (1520-1551), fille de Jerzy Radziwiłł et de Barbara Koła (en), veuve de Stanilas Gasztold (en) ; elle est auparavant la maitresse de Sigismond ;
- en 1553, avec Catherine d'Autriche (1533-1572), sœur cadette de sa première épouse.